# Jordan Hulls
Jordan Andrew Hulls (Bloomington, 16 aprile 1990) è un ex cestista statunitense.

## Palmarès
- Lega Balcanica: 1

Pristina: 2014-2015
- Campionato kosovaro: 1

Pristina: 2014-2015